# كولينز (جورجيا)
كولينز (بالإنجليزية: Collins, Georgia)‏ هي مدينة تقع في مقاطعة تاتنال، جورجيا بولاية جورجيا في الولايات المتحدة. تبلغ مساحة هذه المدينة 2.7 (كم²)، وترتفع عن سطح البحر 70 م، بلغ عدد سكانها 528 نسمة في عام 2010 حسب إحصاء مكتب تعداد الولايات المتحدة.

## وصلات خارجية
- Cities & Counties - Georgia.gov